# 15 Years of Fear Tour
15 Years of Fear Tour, es un EP de la banda de metal industrial Fear Factory. Publicado en el año 2006.

## Lista de canciones
| N.º | Título                       | Letras | Música                | Duración |  |
| 1.  | «Transgression»              | Bell   | Olde Wolbers, Herrera | 4:51     |  |
| 2.  | «My Grave»                   | Bell   | Olde Wolbers, Herrera | 5:34     |  |
| 3.  | «540,000 Degrees Fahrenheit» | Bell   | Olde Wolbers, Herrera | 4:35     |  |
| 4.  | «Transgression»              | Bell   | Olde Wolbers, Herrera | 4:58     |  |

- 3. "540,000 Degrees Fahrenheit (en vivo)" Grabada en House of Blues, Anaheim, California, el 28 de noviembre de 2005.
- 4. "Transgression (en vivo)" Grabada en House of Blues, Anaheim, California, el 28 de noviembre de 2005.

## Personal
- Burton C. Bell - voz
- Christian Olde Wolbers - guitarra
- Byron Stroud - bajo
- Raymond Herrera - batería